# Murray (New York)
Murray è un comune degli Stati Uniti d'America, situato nello stato di New York, nella contea di Orleans.